# 4121-es busz
A 4121-es jelzésű autóbuszvonal Szalonna, Martonyi, Rakaca és Debréte között húzódó regionális vonal, amelyet a Volánbusz Zrt. üzemeltet.

## Útvonala
Az autóbuszvonal a Rakaca-víztározó, a Rakaca-patak és a Tornai-dombság körüli települések völgyében fekszik, több kisebb-hosszabb viszonylattal. A nap folyamán általában vidéken telephelyező, Miskolc felől érkező autóbuszok kötik össze a településeket a környék egyik nagyobbik községével, Szalonnával, vasútállomásán kapcsolatot biztosítva a borsodi megyeszékhely, Miskolc felé.
A szalonnai vasútállomástól indul. Kifordul a 27-es főútra, keresztezi a Bódvát, majd a faluban kettő úton közlekedik, kisebbik része az iskolája felé, nagyobbik része a vele párhuzamos közúton, a Rakaca-víztározó irányába. Egyes járatok mindössze a faluban is teljesítenek viszonylatot (vonathoz csatlakozva északkeleti részébe, illetve visszirányban), azok a Petőfi úti megállóban végállomásoznak. A 2613-as mellékút kanyarulatai, illetve a számtalan vendégház szomszédságában a martonyi elágazáshoz ér, ahová a legtöbbször ki is tér. A patak – melynek felduzzasztása által alakult ki a víztározó – mentén Meszesre hajt be, a vonal felezőpontjára. A 160 fő által lakott településen túl erdős szakaszokon közlekedik Rakacaszendre és a vele névrokon Rakacára, ide futnak be a Krasznokvajda felőli autóbuszvonalak. A járatok legtöbbször az innen 4 kilométerre északra fekvő Viszló községig jutnak el, az itt folyó Viszló-patak partjáig. Jellemzően alig egy-két alkalommal autóbusz Észak-Magyarország legkevesebb lakosú településén, Debrétén végállomásozik. Mindösszesen 14-gyen lakják.

## Közlekedése
Indításai a hét minden napján történnek, kizárólag szóló kiszolgálással, az aznapi közlekedési rend jelentősen befolyásolja a járatok végállomását. A települések mindegyike több buszvonallal is érintett, így némelyek Miskolcról (3708, 3709), Kazincbarcikáról (4041, 4082, 4083), Edelényből (3708, 3709, 4041) és Szendrőből (3708, 3709, 4041, 4082, 4083) is átszállásmentes összeköttetésben vannak, ritkán.

### Csatlakozást biztosít
- Szalonna vasútállomáson – Miskolc felé/felől vonatra (Sajóecseg–Hídvégardó-vasútvonal).

| Viszonylat                                    | Indításszám     | Közlekedési rend                                   |
| --------------------------------------------- | --------------- | -------------------------------------------------- |
| Szalonna vá. – Szalonna, Petőfi Sándor u. 88. | 1 pár           | munkanapokon                                       |
| Szalonna vá. – Szalonna, Petőfi Sándor u. 88. | 1 pár           | szabadnapokon                                      |
| Szalonna vá. – Szalonna, Petőfi Sándor u. 88. | 1 oda           | munkaszüneti napokon                               |
| Szalonna vá. – Meszes, kh.                    | 2 oda, 1 vissza | munkanapokon                                       |
| Szalonna vá. – Meszes, kh.                    | 2 pár           | szabadnapokon                                      |
| Szalonna vá. – Meszes, kh.                    | 2 oda, 1 vissza | munkaszüneti napokon                               |
| Szalonna vá. – Rakacaszend, aut. vt.          | 1 pár           | munkaszüneti napokon                               |
| Szalonna vá. – Viszló, bolt                   | 1 oda, 2 vissza | a hetek utolsó munkanapja kivételével munkanapokon |
| Szalonna vá. – Viszló, bolt                   | 1 vissza        | a hetek utolsó munkanapján                         |
| Szalonna vá. – Viszló, bolt                   | 1 oda, 2 vissza | szabadnapokon                                      |
| Szalonna vá. – Debréte, bolt                  | 1 oda           | a hetek utolsó munkanapja kivételével munkanapokon |
| Szalonna vá. – Debréte, bolt                  | 2 oda, 1 vissza | a hetek utolsó munkanapján                         |
| Szalonna vá. – Debréte, bolt                  | 1 oda           | szabadnapokon                                      |
| Szalonna vá. – Debréte, bolt                  | 1 vissza        | munkaszüneti napokon                               |
| Szalonna, bolt ➝ Viszló, bolt                 | 1 oda           | tanszünetben munkanapokon                          |
| Meszes, kh. ➝ Viszló, bolt                    | 1 oda           | munkaszüneti napokon                               |
| Meszes, kh. ➝ Szalonna, bolt                  | 1 oda           | naponta                                            |

## Megállóhelyei
| 0                                                                            | Szalonna vasútállomás végállomás                      | 0.0 km  | 3709, 4082 személyvonat – Bódvaszilas [94.]                |
| 1                                                                            | Szalonna, Kossuth utca 57.                            | 0.4 km  | 3703, 3704, 3707, 3709, 4081, 4082, 4084                   |
| 2                                                                            | Szalonna, bolt vonalközi végállomás                   | 1.4 km  | 3703, 3704, 3707, 3708, 3709, 4041, 4081, 4082, 4083, 4084 |
| 3                                                                            | Szalonna, rakacai elágazás                            | 1.6 km  | 3709, 4082                                                 |
| Tanítási napokon 1 alkalommal érintett a bolt és a rakacai elágazás helyett. |                                                       |         |                                                            |
| ∫                                                                            | Szalonna, iskola                                      | ∫       | 3708, 4041, 4083                                           |
| 4                                                                            | Szalonna, Petőfi Sándor utca 88. vonalközi végállomás | 2.2 km  | 3708, 3709, 4041, 4082, 4083                               |
| 5                                                                            | Rakacavölgyi víztározó                                | 3.3 km  | 3708, 3709, 4041, 4082, 4083                               |
| 6                                                                            | Martonyi elágazás                                     | 4.3 km  | 3708, 3709, 4041, 4082, 4083                               |
| Naponta 2 alkalommal nem érintett.                                           |                                                       |         |                                                            |
| 7                                                                            | Martonyi, híd                                         | 5.8 km  | 3708, 3709, 4041, 4082, 4083                               |
| 8                                                                            | Martonyi elágazás                                     | 7.3 km  | 3708, 3709, 4041, 4082, 4083                               |
| 9                                                                            | Üdülőtelep bisztró                                    | 8.0 km  | 3708, 3709, 4041, 4082, 4083                               |
| 10                                                                           | Karolamajor                                           | 9.0 km  | 3708, 3709, 4041, 4082, 4083                               |
| 11                                                                           | Meszes, Fő utca 64.                                   | 10.8 km | 3708, 3709, 4041, 4082, 4083                               |
| 12                                                                           | Meszes, községháza vonalközi végállomás               | 11.5 km | 3708, 3709, 4041, 4083                                     |
| 13                                                                           | Rakacaszend, autóbusz-váróterem vonalközi végállomás  | 17.7 km | 3708, 3709, 4041, 4083                                     |
| 14                                                                           | Rakaca, bolt                                          | 23.4 km | 3708, 3709, 3717, 3719, 4041, 4083                         |
| 15                                                                           | Rakaca, községháza                                    | 23.9 km | 3708, 3709, 3717, 3719, 4041, 4083                         |
| 16                                                                           | Viszló, bolt vonalközi végállomás                     | 27.4 km | 3708, 3709, 3717, 3719, 4083                               |
| 17                                                                           | Tornaszentjakabi elágazás                             | 29.8 km | 3708, 3709                                                 |
| 18                                                                           | Debréte, bolt végállomás                              | 31.1 km | 3708                                                       |